# Aptenia haeckeliana
Aptenia haeckeliana là một loài thực vật có hoa trong họ Phiên hạnh. Loài này được (A.Berger) Bittrich ex Gerbaulet mô tả khoa học đầu tiên năm 2002 publ. 2001.